# باشگاه فوتبال استقلال رشت (تأسیس ۱۳۸۶)
باشگاه فوتبال استقلال رشت یک باشگاه فوتبال در شهر رشت، ایران است. 
این تیم فوتبال به‌طور غیررسمی در سال ۱۳۸۵ شروع به کار کرد و در طی سال‌های ۱۳۸۶–۱۳۸۵ اقدام به انجام بازیهای دوستانه جمع‌آوری بازیکنان جوان و مستعد و اخذ مجوزهای لازم جهت شرکت در مسابقات از اقدامات این مجموعه بود. از سال ۱۳۸۶ رسماً تأسیس و با نام اکباتان رشت در مسابقات لیگ دسته اول استان گیلان حضور یافت. در سال ۸۸ با کسب عنوان قهرمانی لیگ دسته اول گیلان و صعود به لیگ برتر استان اولین موفقیت رسمی این باشگاه رقم خورد. در فصل ۸۹ نیز در مسابقات سوپر لیگ استان رقابت نموده و در پایان همین فصل به استقلال نوین رشت تغییر نام داد. از سال ۱۳۹۴ نیز با دریافت مجوزهای لازم و تغییرات در کادر مدیریتی باشگاه با نام استقلال رشت در مسابقات استانی ادامه حضور داد.
تیم فوتبال استقلال رشت در سال ۱۳۹۵ با نایب قهرمانی در مسابقات دسته اول فوتبال گیلان به همراه تیم ملوان رشت به لیگ برتر فوتبال گیلان، جام گیل صعود کرد و هم‌اکنون در این مسابقات بازی می‌کند.
این تیم در سالیان اخیر همواره جزو تیمهای مدعی قهرمانی در لیگ استان می‌باشد  و با داشتن سرمربی جوان و با دانش خود مجتبی قربانی یکی از تیمهای خوب استانی گیلان می‌باشد .
جلال چراغپور تئوریسین و کارشناس برجسته فوتبال کشور به عنوان مشاور در سال‌های اخیر با این باشگاه همکاری دارد. این تیم با استفاده از بازیکنان جوان و استعدادهای استان  همواره مدعی قهرمانی لیگ برتر استان بوده اگرچه بهترین عنوان کسب شده مقام سوم لیگ برتر استان می باشد. از سال 98 به دلیل عدم تامین منابع مالی تا کنون از شرکت در مسابقات خودداری نموده است.